# Panopiliops
Panopiliops is een geslacht van hooiwagens uit de familie Zalmoxioidae.
De wetenschappelijke naam Panopiliops is voor het eerst geldig gepubliceerd door Roewer in 1949. 

## Soorten
Panopiliops omvat de volgende 2 soorten:
- Panopiliops inops
- Panopiliops reimoseri